# Fűre lépni szabad
A Fűre lépni szabad Makk Károly által rendezett, 1960-ban bemutatott fekete-fehér magyar filmvígjáték.

## Története
Kárászék élő tévéadásban kapnak egy meggondolatlan felajánlást, és kilencen, kutyástul beköltöznek a Pasaréti úti Kéri-villába. A két család közötti veszekedés ettől kezdve mindennapos lesz a zsúfoltság következtében. Mint egy modern Rómeó és Júlia-történetben, míg a szüleik ádáz harcot vívnak egymással, a fiatalok (Kéri Juli – Polónyi Gyöngyi és Kárász Lali – Tordy Géza) egymásba szeretnek. A történet happy enddel végződik, hiszen gyermekeik boldogsága érdekében a megbántott szülők is kibékülnek.

## Stáb

### Szereplők
- Tolnay Klári – Kériné, Tatai Anna
- Páger Antal – Kéri vezérigargató
- Makláry Zoltán – Kárász Antal
- Polónyi Gyöngyi – Kéri Juli
- Tordy Géza – Kárász Lali
- Sinkovits Imre – Tirpák, Kéri sofőrje
- Kőmíves Sándor – professzor
- Körtvélyessy Zsolt
- Szendrő József – Oroszlán Gyula, anyakönyvvezető
- Keresztessy Mária – Kárászné
- Benkő Gyula – Noszter, kibernetikai kutatómérnök, feltaláló Kárász Antal veje
- Psota Irén – olasz autós turista
- Szilárd Sándor – Putnoki, Kéri Antal vezérigazgató személyi titkára
- Andai Béla – színházigazgató, a terényi társulatból, a presszóban
- Benedek Tibor – a szülői munkaközösség vezetője
- Csonka Endre – operatőr, Kárászék költözködésének televíziós közvetítése alatt
- Farkas Antal – autószerelő
- Fónay Márta – az egyik szülő a ballagáson
- Gál Sándor – vezetőségi tag, az értekezleten Kéri irodájában
- Halász Judit – fiatal színésznő a presszóban, a terényi társulatból
- Hollós Melitta – színésznő a presszóban, a terényi társulatból
- Horkai János – újságíró
- Horváth Pál
- Kautzky József – fodrász
- Kéri Edit – női újságíró
- Kovács Emil
- Kovács Erzsi – énekesnő, dizőz (cameoszerep)
- Ladomerszky Margit – pincérnő a cukrászdában
- Lászlóffy Kata – Kéri vezérigazgató titkárnője
- Lenkei Vali
- Létay Klári – Noszterné, kismama, Kárászék lánya
- Mendelényi Vilmos– fiatal színész, a presszóban a terényi társulatból
- Misoga László – Józsi bácsi, pincér
- Pagonyi János – Kárász Péter, Kárászék másik fia, Lali bátyja
- Pártos Erzsi – Bözsi, Kériék házvezetőnője
- Péchy Blanka – a professzor felesége
- Peéry Piri – színésznő, a presszóban a terényi társulatból
- Pethes Ferenc – katonatiszt a ballagáson
- Pethes Sándor – a leánygimnázium igazgatója
- Peti Sándor – könyvárus Terényben
- Romhányi Rudolf – pórul járt autótulajdonos
- Simándi József – háztartási robot
- Siménfalvy Sándor – pedellus a terényi egyetemen
- Szabó Ernő – utas a vonaton
- Szepesi György – tévériporter
- Tarnay Margit – Manci, a fodrász felesége
- Tassy András – Kárászék albérlője
- Kibédi Ervin – rendőr Terényben
- Gera Zoltán, Gosztonyi János, Téri Árpád – feltalálók

### További munkatársak
- Berendezők: Losonczy Béla és László Simon
- Smink: Aszódi Mihály és Pásztory Tibor
- Fodrász: Gulcsik Józsefné
- Rendezőasszisztens: Koza Dezső, (Tóth János)
- Látványtervező: Kopp Ferenc
- Látványtervező-asszisztens: Égenhoffer Tibor
- Világítástechnikus: Kocsenda László
- Segédoperatőr: Langmár Béla
- Allóképfotós: Oláh Lajos
- Kameraman: Vagyóczky Tibor
- Vágóasszisztens: Tormássy Éva
- Helyszíni irányítók: Forgács Lajos, Nyers Gyula

## Filmzene
- A film jelenetsorait végigkísérik az eredetileg Kovács Erzsi által előadott Fényes Szabolcs-Bacsó Péter-szerzemény, a Rejtély című dal többféle módon és hangszerelésben elhangzó motívumai.
- Elhangzik a filmben – egy éneklő-táncoló robot előadásában – a Csak félig lenne meg című dal is, melynek eredeti előadója Sárosi Katalin, szerzői pedig Fényes Szabolcs és Szenes Iván voltak.